# Dziedzickia fasciata
Dziedzickia fasciata är en tvåvingeart som först beskrevs av Oskar Augustus Johannsen 1912.  Dziedzickia fasciata ingår i släktet Dziedzickia och familjen svampmyggor.
Artens utbredningsområde är Maine. Inga underarter finns listade i Catalogue of Life.